# 송영창
송영창(宋永彰,, 1958년 4월 2일~)은 대한민국의 배우 겸 성우, 방송인, 연극인, 영화인이다.

## 경력
- '1977년' 연극배우 첫 데뷔하였고 이듬해 '1978년' DBS 동아방송 라디오 공채 9기 성우 첫 입사 후 '1980년' KBS 한국방송공사 공채 16기 성우 이적하였으며, '1982년' MBC 문화방송 공채 8기 성우 재차 이적하였다('1988년' 성우협회 탈퇴.).
- '2000년 8월' KBS MBC SBS EBS 마지막 출연 했고 마감 받고 마무리 받고 막을내리고 마치고 출연 했다.
- '2000년 9월' 송영창의 경찰 구속 되고 KBS MBC SBS EBS 방송 출연 금지 되고 KBS MBC SBS EBS 더 이상 출연 하지 못하게 되었다.
- 2017년 9월 금지 되고 있는 대신 다른 방송 첫 출연 하고 무려 17년만에 재출연 하고 다른 방송 첫 출연이 되었다.

## 학력
- 중앙대학교 연극영화학과 (졸업)
- 중앙대학교 대학원 연극영화학과(졸업)

## 연기 활동

### 방송
- '1993년' : KBS 《밤으로 가는 쇼》
- '1994년' : KBS 《다큐멘터리 극장》
- '1994년' : MBC 《지적게임 대학생 TV토론》

### 드라마
- '1989년' : KBS 일일연속극 《세노야》
- '1989년' : KBS 6ᆞ25 특집극 《비극은 없다》 - 강욱 역
- '1991년' : KBS 미니시리즈 《촛불처럼 타다》 - 교포 2세 문병국 역
- '1992년' : KBS 대하드라마 《삼국기》 - 김춘추 역
- '1992년' : MBC 목요드라마 《도시인》 - 송차장 역
- '1992년' : KBS 주말연속극 《사랑을 위하여》 - 르포작가 정도엽 역
- '1992년' : MBC 8.15 특집드라마 《춘원 이광수》
- '1992년' : SBS 월화드라마 《비련초》
- '1993년' : MBC 정치드라마 《제3공화국》 - 김석순 역
- '1993년' : KBS 대하드라마 《먼동》
- '1993년' : SBS 드라마스페셜 《친애하는 기타 여러분》 - 이문정의 차남 이응두 역
- '1994년' : MBC 베스트극장 《천국에서 지옥까지》 - 30대 부부 역
- '1994년' : SBS 월화드라마 《영웅일기》 - 유지형 역
- '1995년' : MBC 수목특별기획드라마 《제4공화국》
- '1995년' : KBS 일일연속극 《하늘바라기》 - 진국 역
- '1995년' : KBS 미니시리즈 《남자 만들기》 - 태완 역
- '1995년' : MBC 베스트극장 《특별한 유혹》
- '1996년' : KBS 아침연속극 《여자가 사랑할 때》 - 재민 역
- '1998년' : SBS 드라마스페셜 《승부사》
- '1998년' : KBS 일일연속극 《내사랑 내곁에》 - 김문수 역
- '1998년' : SBS 아침연속극 《포옹》 - 최지훈 역
- '1999년' : KBS 일일연속극 《사람의 집》
- '2000년' : KBS 대하드라마 《태조왕건》 - 철원 성주 역(특별출연)
- '2000년' : SBS 드라마스페셜 《불꽃》 - 박지태 역
- '2000년' : SBS 월화드라마 《도둑의 딸》 - 주 형사 역
- 2017년 : OCN 주말드라마 《나쁜 녀석들 : 악의 도시》 - 배상도 역 (본작의 진 최종 보스)
- 2018년 : tvN 단막극 《드라마 스테이지 - 마지막 식사를 만드는 여자》
- 2019년 : tvN 토일드라마 《자백》 - 오택진 역
- 2019년 : OCN 주말드라마 《모두의 거짓말》 - 홍민국 역
- 2021년 : OCN 주말드라마 《타임즈》 - 백규민 역
- 2021년 : tvN 수목드라마 《홈타운》 - 양원택 역
- 2021년 : JTBC 수목드라마 《공작도시》 - 정필성 역
- 2022년 : JTBC 토일드라마 《클리닝 업》 - 송우창 역
- 2022년 : JTBC 토일드라마 《모범형사 2》 - 천성대 역
- 2022년 : JTBC 토일드라마 《디 엠파이어 : 법의 제국》 - 한건도 역
- 2022년 : 디즈니+ 오리지널 시리즈 《형사록》 - 안형우 역
- 2023년 : JTBC 토일드라마 《대행사》 - 강용호 역
- 2023년 : 채널A 월화드라마 《가면의 여왕》 - 강일구 역
- 2023년 : JTBC 토일드라마 《닥터 차정숙》 - 오창규 역
- 2023년 : ENA 토일드라마 《악인전기》 - 문상국 역
- 2024년 : tvN 월화드라마 《가석방심사관 이한신》 - 지동만 역
- 2024년 : Netflix《오징어게임 시즌2》 - 임정대 역
- 2025년 : JTBC 토일드라마 《굿보이》 - 오봉찬 역

### 영화
- '1990년' : 《나의 사랑 나의 신부》 - 임 과장 역 (우정출연)
- '1991년' : 《사랑과 죽음의 메아리》 - 강욱 역
- '1992년' : 《천국의 계단》 - 이경식 역
- '1993년' : 《첫사랑》 - 강정옥 역
- '1994년' : 《49일의 남자》 - 정치부 역
- '1995년' : 《남자는 괴로워》
- '1998년' : 《기막힌 사내들》 - 몹쓸놈 2 역 (특별출연)
- '1998년' : 《정사》 - 준일 역
- '1999년' : 《인정사정 볼 것 없다》 - 마약상 역 (우정출연)
- '1999년' : 《북경반점》 - 중소기업 사장 역 (우정출연)
- '1999년' : 《아침 또 아침》〈단편〉
- '2000년' : 《반칙왕》 - 부지점장 역
- 2005년 : 《형사 Duelist》 - 병판대감 역
- 2006년 : 《그 놈 목소리》 - 노 반장 역
- 2007년 : 《M》 - 장 사장 역
- 2008년 : 《나비두더지》 - 형사 역 (특별출연)
- 2008년 : 《눈에는 눈 이에는 이》 - 김현태 역
- 2008년 : 《좋은 놈, 나쁜 놈, 이상한 놈》 - 김판주 역
- 2008년 : 《소년은 울지 않는다》 - 만기 역
- 2009년 : 《박쥐》 - 승대 역
- 2009년 : 《이태원 살인사건》 - 부장검사 역
- 2009년 : 《내 사랑 내 곁에》 - 기공치료사 역 (우정출연)
- 2009년 : 《전우치》 - 중 역
- 2010년 : 《구르믈 버서난 달처럼》 - 한신균 역
- 2010년 : 《아저씨》 - 오명규 사장 역
- 2010년 : 《퀴즈왕》 - 도호만 역
- 2011년 : 《모비딕》 - 신부 역 (특별출연)
- 2011년 : 《히트》 - 장 사장 역
- 2012년 : 《범죄와의 전쟁: 나쁜놈들 전성시대》 - 한 변호사 역
- 2012년 : 《인류멸망보고서》 - 강 회장 역
- 2012년 : 《연가시》 - 김 원장 역
- 2012년 : 《용의자X》 - 거짓말탐지기 수사관 역 (우정출연)
- 2012년 : 《악마의 유혹》〈단편〉
- 2013년 : 《몽타주》 - 한철 역
- 2013년 : 《깡철이》 - 환규 역
- 2013년 : 《변호인》 - 이석주 판사 역
- 2014년 : 《역린》 - 구선복 장군 역
- 2014년 : 《군도: 민란의 시대》 - 조대감 역
- 2014년 : 《하이힐》 - 허불 역
- 2015년 : 《오늘의 연애》 - 본부장 역
- 2015년 : 《내 심장을 쏴라》 - 렉터 원장 역
- 2015년 : 《살인의뢰》 - 판사 역 (특별출연)
- 2015년 : 《간신》 - 판부사 유자광 역
- 2015년 : 《극비수사》 - 은주 아빠 역
- 2015년 : 《베테랑》 - 조 회장 역
- 2016년 : 《판도라》 - 신임본부장 역
- 2017년 : 《더 킹》 - 이학철 역
- 2017년 : 《해빙》 - 조경환 / 남인수 역
- 2017년 : 《남한산성》 - 김류 역
- 2017년 : 《부라더》 - 당숙 역
- 2018년 : 《허스토리》 - 부산 시장 역
- 2018년 : 《국가부도의 날》 - 노신사 역
- 2018년 : 《마약왕》 - 유엔대사 역
- 2018년 : 《아버지의 과제》
- 2019년 : 《말모이》 - 류완택 역 (본작의 메인 빌런이자 페이크 최종 보스)
- 2019년 : 《악질경찰》 - 정이향 역
- 2020년 : 《정직한 후보》 - 이운학 역
- 2020년 : 《다만 악에서 구하소서》 - 춘성 역
- 2020년 : 《스윈들러》 - 장 목사 역
- 2020년 : 《도굴》 - 상길 역
- 2021년 : 《아들의 이름으로》
- 2022년 : 《헌트》 - 강부장 역
- 2023년 : 《1947 보스톤》 - 홍 사장 역

### 연극
- '1986년' : 《신더스》
- '1986년' : 《실비명》
- '1986년' : 《사의 찬미》
- '1986년' : 《프쉬케 그대의 거울》
- '1986년' : 《고도를 기다리며》
- '1991년' : 《롤러스케이트를 타는 오뚝이》
- 2010년 : 《너와 함께라면》
- 2011년 : 《웃음의 대학》

### 뮤지컬
- '1990년' : 《사의 찬미/프쉬케 당신의 거울》
- '1991년' : 《그대 아직도 꿈꾸고 있는가》
- '1993년' : 《롤러스케이트를 타는 오뚝이》
- '1994년' : 《고도를 기다리며》
- '1997년' : 《홀스도메르》
- '1999년' : 《브로드웨이 42번가》
- 2006년 : 《에비타》
- 2008년 : 《소리도둑》
- 2011년 : 《스프링어웨이크닝》
- 2011년 : 《파리의 연인》
- 2013년 : 《살짜기 옵서예》
- 2013년 : 《해를 품은 달》
- 2013년 : 《심야식당》

## 그 외 출연

### CF
- '1992년' 삼성에버랜드 버킹검
- '1992년' 삼성에버랜드 가정배달서비스 (양미경과 공동출연)
- '1994년' LG전자 아트비전
- '1995년' 한국후지제록스

## 수상
- 2008년 연극열전2 배우상
- '1989년' 서울연극제 신인상
- '1987년' 백상예술대상 연극 신인상